# Las Vegas Film Critics Society Awards 2006
Na 11. ročníku udílení cen Las Vegas Film Critics Society Awards byly předány ceny v těchto kategoriích. Peter O'Toole získal celoživotní ocenění.

## Vítězové
Nejlepší film:
1. Skrytá identita
2. Dopisy z Iwo Jimy
3. Babel
4. Děkujeme, že kouříte
5. Dreamgirls
6. Krvavý diamant
7. Let číslo 93
8. Parfém: Příběh vraha
9. Královna
10. Vlajky našich otců

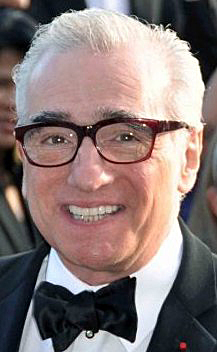
Martin Scorsese, vítěz v kategorii nejlepší režisér

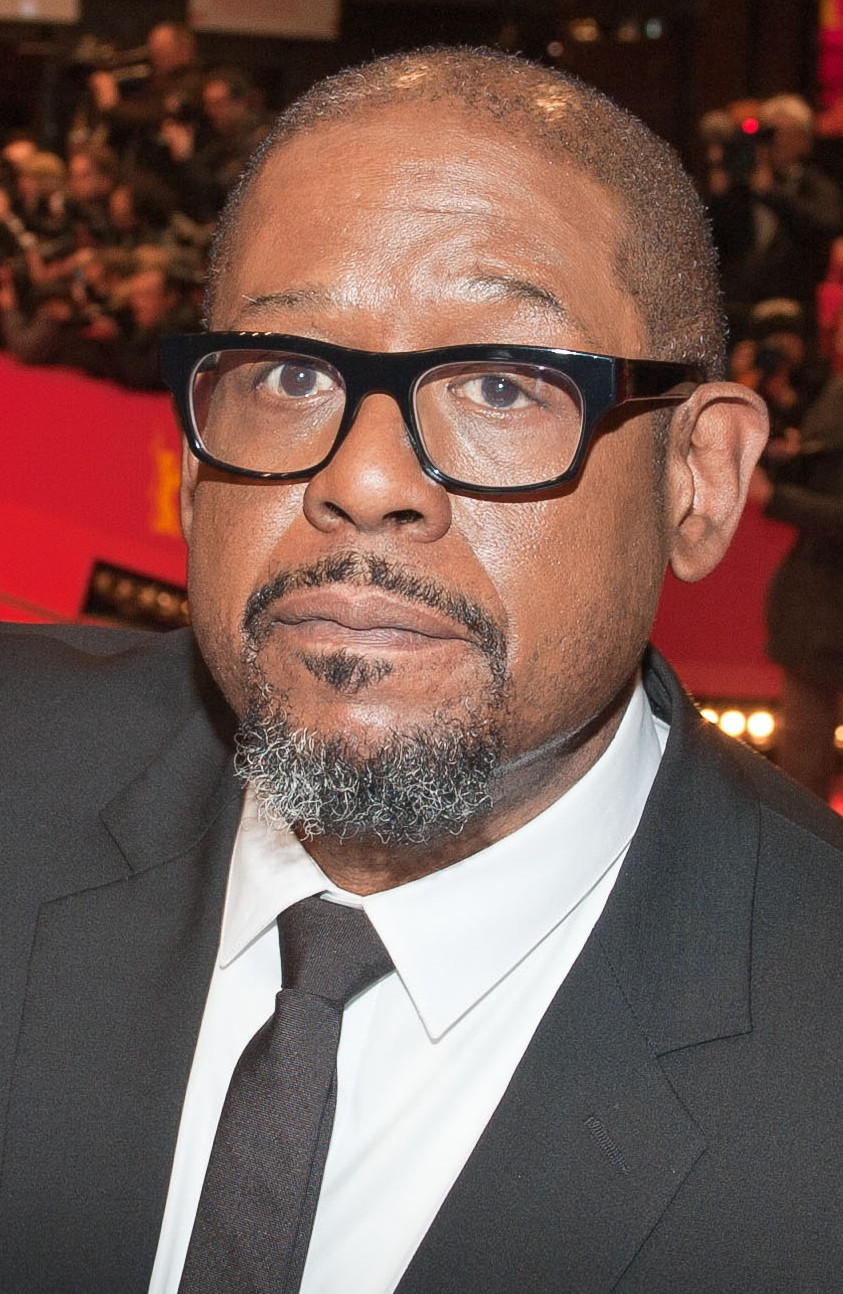
Forest Whitaker, vítěz v kategorii nejlepší mužský herecký výkon v hlavní roli

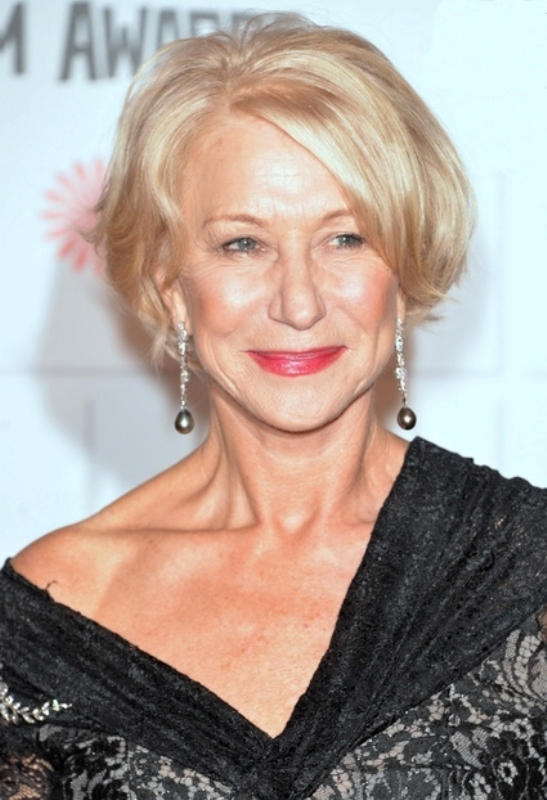
Helen Mirren, vítězka v kategorii nejlepší ženský herecký výkon v hlavní roli

Nejlepší režisér: Martin Scorsese – Skrytá identita
Nejlepší scénář: Jason Reitman – Děkujeme, že kouříte
Nejlepší mužský herecký výkon v hlavní roli: Forest Whitaker – Poslední skotský král
Nejlepší ženský herecký výkon v hlavní roli: Helen Mirren – Královna
Nejlepší mužský herecký výkon ve vedlejší roli: Djimon Hounsou – Krvavý diamant
Nejlepší ženský herecký výkon ve vedlejší roli: Jennifer Hudson – Dreamgirls
Nejlepší kamera: Emmanuel Lubezki – Potomci lidí
Nejlepší střih: Thelma Schoonmaker – Skrytá identita
Nejlepší skladatel: Thomas Newman – Berlínské spiknutí
Nejlepší píseň: „Ordinary Miracle“ – Šarlotina pavučinka – David A. Stewart, Glen Ballard a Sarah McLachlan
Nejlepší výprava: Marie Antoinetta
Nejlepší kostýmy: Milena Canonero – Marie Antoinetta
Nejlepší vizuální efekty: X-Men: Poslední vzdor
Nejlepší dokument: Nepříjemná pravda
Nejlepší animovaný film: V tom domě straší
Nejlepší rodinný film: Šarlotina pavučinka
Nejlepší cizojazyčný film: Faunův labyrint
Nejlepší mladý herec/herečka: Abigail Breslin – Malá Miss Sunshine
Celoživotní ocenění: Peter O'Toole